# 엥엘브렉트 엥엘브렉트손

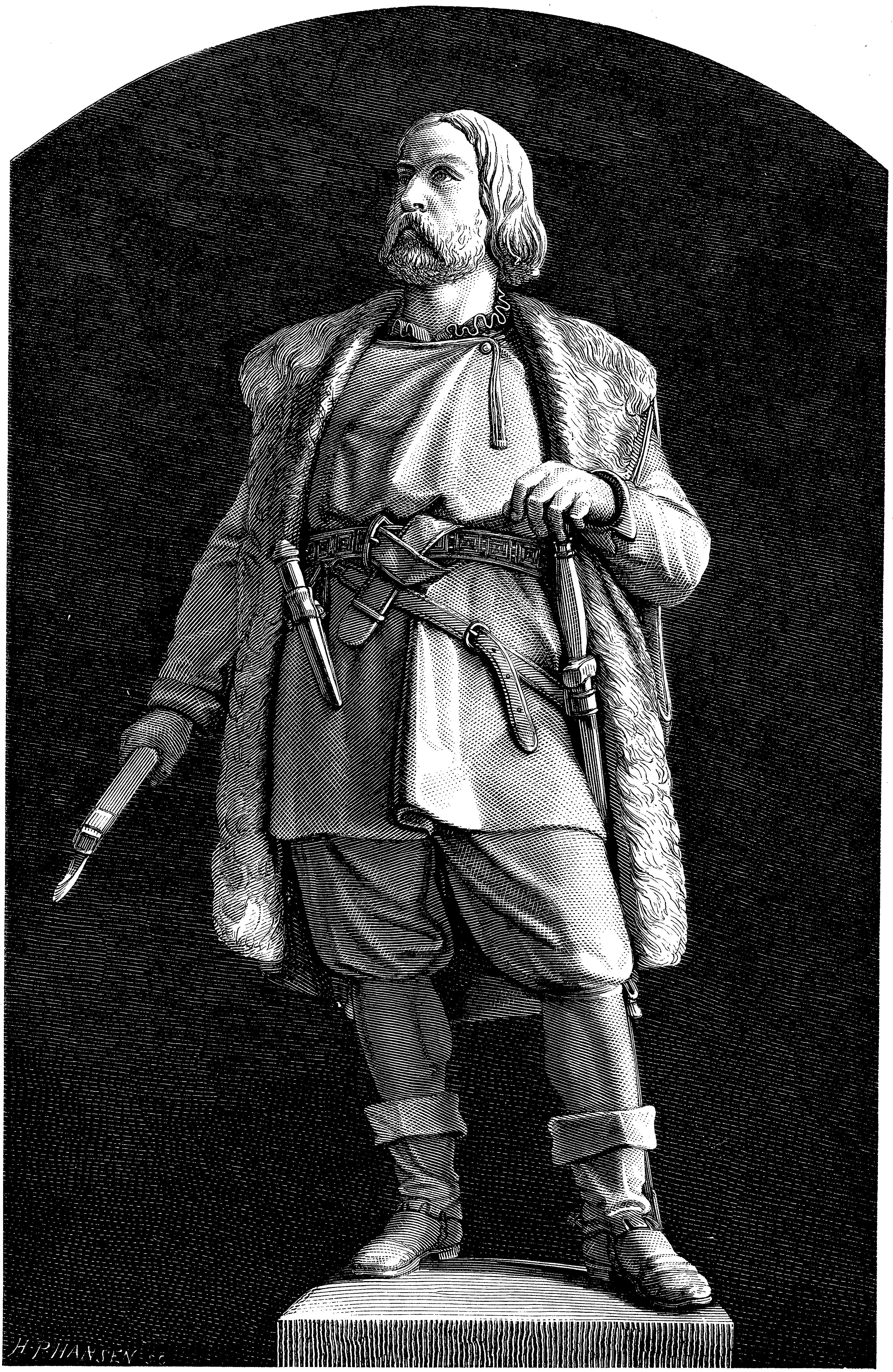
19세기 말 스웨덴 외레브로에 건립된 엥엘브렉트 엥엘브렉트손 동상의 모형

엥엘브렉트 엥엘브렉트손(스웨덴어: Engelbrekt Engelbrektsson, 1390년대 ~ 1436년 5월 4일)은 스웨덴의 정치인, 반란 지도자이다. 1434년 칼마르 동맹의 포메라니아의 에리크 국왕의 지배에 반대하는 반란을 일으킨 것으로 유명하다.

## 생애
1360년대에 스웨덴으로 이주한 독일 출신 귀족 가문 출신이다. 달라르나 지방에 위치한 노르베리(Norberg)에서 베리슬라그(Bergslag) 광산을 경영했다.
엥엘브렉트 엥엘브렉트손은 덴마크 출신 집행관들이 높은 세금, 무거운 형벌을 내리는 것에 불만을 가졌다. 1434년에는 베스테로스에 거주하던 광부들, 농민들이 국왕의 집행관에 반대하면서 일으킨 봉기의 지도자로 선출되었다. 이 봉기는 스웨덴의 몇몇 귀족들이 동참하면서 전국적으로 확대되었다.
1435년에는 아르보가(Arboga)에서 최초로 소집된 스웨덴 의회로부터 국가지도자(Rikshövitsman)로 임명되었다. 그렇지만 엥엘브렉트 엥엘브렉트손은 협상 과정에서 스웨덴의 귀족들과의 불화를 겪게 되었고 1436년 1월에는 칼 크누트손(Karl Knutsson, 스웨덴의 칼 8세 국왕)을 지지하던 귀족들, 성직자들에 의해 축출되고 만다.
1436년 5월 4일 옐마렌호(Hjälmaren)에 위치한 엥엘브렉트스홀멘 섬(Engelbrektsholmen)에서 옉스홀름 성(Göksholm) 인근에 거주하던 귀족인 몬스 벵트손(Måns Bengtsson)에 의해 암살되었다. 그의 시신은 외레브로 교회에 안치되었다.